# The Best of Nick Cave and the Bad Seeds
Pour les articles homonymes, voir Best of.
Albums de 
Nick Cave and the Bad Seeds
The Boatman's Call
(1997) No More Shall We Part
(2001)
The Best of est le onzième album de Nick Cave and the Bad Seeds, paru en 1998, un an après The Boatman's Call.
Pour décider des titres à inclure dans cet album, Nick Cave a demandé à tous les membres et ex-membres des Bad Seeds de choisir leurs morceaux préférés parmi ceux qui figurent sur les dix albums : leurs listes devaient ensuite servir de base à une discussion en vue d'arrêter le choix final. En réalité, seul le multi-instrumentiste Mick Harvey, membre du groupe depuis ses débuts, a pris la peine de faire cette liste, et c'est elle qui a été utilisée, telle quelle, pour les titres/plages de l'album The Best Of.

## Liste des plages
1. Deanna (3:36)
2. Red Right Hand (4:48)
3. Straight to You (4:35)
4. Tupelo (5:12)
5. Nobody's Baby Now (3:53)
6. Stranger Than Kindness (4:42)
7. Into My Arms (4:14)
8. (Are You) The One That I've Been Waiting For? (4:06)
9. The Carny (8:01)
10. Do You Love Me? (4:37)
11. The Mercy Seat (5:08)
12. Henry Lee (avec PJ Harvey) (3:56)
13. The Weeping Song (4:20)
14. The Ship Song (4:42)
15. Where the Wild Roses Grow (avec Kylie Minogue) (3:57)
16. From Her to Eternity (5:32)

## Les chansons
- Le titre 16 est issu de l'album From Her To Eternity, paru en 1984.
- Le titre 4 est issu de l'album The First Born is Dead, paru en 1985.
- Les titres 6 et 9 sont issus de l'album Your Funeral... My Trial, paru en 1986.
- Les titres 1 et 11 sont issus de l'album Tender Prey, paru en 1986.
- Les titres 13 et 14 sont issus de l'album The Good Son, paru en 1990.
- Le titre 3 est issu de l'album Henry's Dream, paru en 1992.
- Les titres 2, 5 et 10 sont issus de l'album Let Love In, paru en 1994.
- Les titres 12 et 15 sont issus de l'album Murder Ballads, paru en 1996.
- Les titres 7 et 8 sont issus de l'album The Boatman's Call, paru en 1997.

## Musiciens
- Nick Cave - chant, orgue Hammond, orgue, oscillateur, piano, harmonica, chœurs, arrangements cordes
- Blixa Bargeld - guitare, « Boss Bellini », chœurs, guitare slide, « voix du père »
- Mick Harvey - batterie, basse, guitare acoustique, guitare, shaker, cloche, guitare rythmique, piano additionnel, orgue Hammond, orgue, chœurs, piano, xylophone, glockenspiel, boucles et samples, vibraphone, percussions, arrangements cordes
- Kid Congo Powers - guitare
- Martyn P. Casey - basse, chœurs
- Thomas Wydler - batterie, timbales, tambourin, chœurs, percussions
- Conway Savage - piano, chœurs
- Barry Adamson - batterie, orgue Hammond, chœurs, basse
- Jim Sclavunos - batterie, cloches
- Tex Perkins - chœurs
- Rowland S. Howard - chœurs
- Roland Wolf - guitare
- Gini Ball - cordes
- Audrey Riley - cordes
- Chris Tombling - cordes
- PJ Harvey - chant
- Kylie Minogue - chant
- Jen Anderson - cordes
- Sue Simpson - cordes
- Kerran Coulter - cordes
- Helen Mountford - cordes
- Hugo Race - guitare

## Disque bonus
Cet album est aussi paru en édition limitée, avec un disque bonus, Live at the Royal Albert Hall, enregistré en mai 1997.
1. Lime Tree Arbour (3:42)
2. Stranger Than Kindness (5:02)
3. Red Right Hand (5:18)
4. I Let Love In (4:12)
5. Brompton Oratory (3:47)
6. Henry Lee (4:00)
7. The Weeping Song (4:38)
8. The Ship Song (4:12)
9. Where the Wild Roses Grow (4:01)